# Боть, Вячеслав Иванович
Вячеслав Иванович Боть (12 апреля 1929, Орша — 29 декабря 2019, Тула) — советский и российский музейный работник, краевед Тульской области. Директор Тульского областного краеведческого музея (1957—1989), ведущий научный сотрудник Дома‑музея В.  В. Вересаева, заслуженный работник культуры РСФСР.

## Биография
Родился 12 апреля 1929 года в городе Орша Витебской области (БССР, ныне Республика Беларусь) в семье служащих. Детство прошло в городе Калуге, куда переехала жить его семья. Учился в школе имени Циолковского (ныне лицей № 9 им. К. Э. Циолковского города Калуги). С детства очень увлекался историей. Особенно интересовался военной историей, ещё мальчишкой с удовольствием изучал военные уставы.
В октябре 1941 года, когда немецкие войска подошли к Калуге, 12-летний Слава был вынужден с бабушкой переехать жить в село Сугоново, так как их дом в Калуге сгорел. Работал в колхозе. В конце 1942 года переехал в Тулу к своей тётке, которая работала учительницей. С января 1943 года продолжил обучение в школе № 17 на бывшей улице Крематорской (ныне улица Рогова). В 1944 школа была разделена на две: № 17 стала женской школой, а № 23 — мужской. По воспоминаниям Вячеслава Ивановича, эти годы были одними из лучших в его жизни: он работал старшим пионерским вожатым, в школе был организован драмкружок.
После окончания вечерней школы рабочей молодёжи (параллельно работал пионерским вожатым), отправился в Харьков, по совету своего дяди, служившего в авиации, поступать в лётное училище на штурмана. Однако не прошёл по медицинским показаниям из-за слабого зрения. Вторая попытка поступить в мореходное училище в Одессе также оказалась неудачной по той же причине. Пришлось вернуться в Тулу, и в 1948 году Вячеслав Боть поступил на историко-филологический факультет Тульского государственного педагогического института (ныне — Тульский государственный педагогический университет имени Л. Н. Толстого), который окончил с отличием в 1952 году. Учителями В. И. Ботя были тульские историки Карцев, Ашурков, Черемисин.
В 1955 году окончил аспирантуру по советской литературе. Тема диссертации — о творчестве своего любимого поэта Маяковского. В 1956—1957 годах работал ассистентом на этой же кафедре, преподавал психологию, русский язык и литературу в средней школе, советскую литературу, а затем историческое краеведение в пединституте.
Более тридцати лет, с октября 1957 года по декабрь 1989 года, работал директором Тульского областного краеведческого музея. Руководил и принимал непосредственное участие в создании новых экспозиций и выставок, в создании музея на Куликовом поле (ныне Государственный музей-заповедник Куликовской битвы) и в музеефикации Тульского кремля. Участвовал в организации целой сети городских, районных и сельских музеев Тульской области (в Белёве, Богородицке, Ефремове, Алексине, Новомосковске, Ясногорске, Черни, Венёве), а также консультировал работы по созданию многих общественных музеев. Например, в селе Песковатское Суворовского района был открыт музей героя Советского Союза А. П. Чекалина; в селе Люторичи Узловского района — музей героя гражданской войны Н. А. Руднева. В деревне Дворяниново Заокского района — музей А. Т. Болотова; в селе Русятино — музей командира крейсера «Варяг» В. Ф. Руднева. 15 января 1992 года, к 125-летию со дня рождения, был открыт музей писателя В.  В. Вересаева.
В. И. Боть — один из организаторов краеведческого движения Тульской области. Под его руководством в 1961 году был подготовлен и прошёл первый семинар музейных работников и краеведов Тульской области (в дальнейшем такие семинары проходили ежегодно). Тульский областной краеведческий музей стал центром музейно-краеведческой работы в области. За годы своей работы В. И. Боть активно участвовал в экскурсионной и лекционной работе: проводил экскурсии по музейным экспозициям и выставкам, по памятникам и памятным местам Тулы и Куликова поля, читал лекции на предприятиях, в колхозах и совхозах, в школах, институтах и войсковых частях. За свой труд прозван коллегами по цеху «ходячей энциклопедией».
В 1990 году В. И. Боть стал старшим научным сотрудником создаваемого Дома-музея В. В. Вересаева в Туле. 15 января 1992 года Дом-музей В. В. Вересаева был открыт как филиал Тульского областного краеведческого музея.
Также вёл большую общественную работу. В. И. Боть — заместитель председателя Тульского регионального отделения Всероссийского общества охраны памятников истории и культуры (ВООПИК), член бюро Тульского областного отделения Российского фонда мира, член комиссии по историческому наследию и городской топонимии, член совета Тульской региональной организации Союзной общественной палаты «Россия — Белоруссия».
Умер 29 декабря 2019 года в Туле после продолжительной болезни. Похоронен на Почетной аллее Первого городского кладбища Тулы.

## Труды
Автор книг, статей, очерков и сообщений по истории, культуре и литературе Тульского края. В 2000-х годах он принял участие как член авторского коллектива и редакционного совета в издании книги «Край наш Тульский. Путеводитель» (Тула, 2002). Участвовал как автор статей и член редколлегии в издании книги «Тульский биографический словарь. Новые имена» (Тула, 2003). Подготовил статьи для книги «Солдаты Победы».
Выступал на научных конференциях с докладами: «Основные труды В. В. Вересаева о А. С. Пушкине» (Тула, 1999), «Из истории создания музея „Куликово поле“» (Тула, 1999), «А. С. Хомяков в оценке В. В. Вересаева» (Тула, 2000), «Труды и дни Арсения Суханова» (Тула, 2000), «Князь Г. Е. Львов и его тульское окружение» (Алексин, 2001), «Тульская оборонительная операция 1941 года» (Тула, 2001), «Роль Тулы в защите Отечества» (Тула, 2001), «Героическая оборона Тулы в военно-научной, мемуарной и художественной литературе» (Тула, 2001), «Роман В. В. Вересаева „В тупике“ в литературной критике» (Тула, 2002), «Тульская область — место боевых действий и военных формирований в период Великой Отечественной войны» (Богородицк, 2002).
Некоторые книги и публикации:
- Куликово поле, музей / В. И. Боть // Российская музейная энциклопедия. — М., 2001.- Т.1.- С.310.
- Тульский областной историко-архитектурный и литературный музей / В. И. Боть, Н. Б. Немова // Российская музейная энциклопедия. — М., 2001.- Т.2.- С.265-266.
- Из истории создания музея «Куликово поле» / В. И. Боть // Куликово поле: вопросы историко-культурного наследия: Труды конференции «Куликово поле — уникальная культурно-историческая и природная территория», (Москва-Тула, 25-27 октября 1999).- Тула, 2000. — С.439-445.
- Князь Г. Е. Львов и его тульское окружение / В. И. Боть // Местное самоуправление: традиции и современность: Материалы первой регион. науч.-практич. конф., посвященной 140-летию со дня рождения князя Г. Е. Львова. — Алексин; Тула, 2002.- С.46-50.- («Львовские дни в Алексине»).
- Роман В. В. Вересаева «В тупике» в литературной критике / В. И. Боть // Материалы III Вересаевских чтений: К 135-летию со дня рождения В. В. Вересаева.- Тула, 2002.- С.47-49.
- Создатель патриаршей библиотеки, или Труды и дни Арсения Суханова / В. И. Боть // Вестник Тульской православной классической гимназии.- 2000.- № 3.- С.104-106. О русском церковном деятеле, дипломате, путешественнике, писателе и книжнике, уроженце Крапивенского уезда.
- Броня крепка… / В. И. Боть // Тул. известия.- 7 сентября 2002. О туляках-танкистах, участниках Великой Отечественной войны, удостоенных звания Героя Советского Союза.
- Выдающийся авиаконструктор / В. И. Боть // На службе Отечеству.- 2002.- № 10.- С.1. — О В. М. Мясищеве, авиаконструкторе, уроженце г. Ефремова.
- Генерал был храбр и настойчив: К 100-летию со дня рождения А. Н. Ермакова / В. И. Боть // Тул. известия.- 1999.- 11 сент. Командующий 50-й армии в дни обороны Тулы в 1941 г.
- «Мне бы веточку тульской полыни…»: К 100-летию со дня рождения Николая Брауна / В. И. Боть // Тула.- 2002.- 15 янв.- С. 7. О поэте, уроженце Белёвского уезда.
- Наш земляк писатель Владимир Успенский / В. И. Боть // На службе Отечеству.- 2002.- № 10.- С. 5.
- Один из первых / В. И. Боть // Тула вечерняя.- 2000.- 1 авг.- С.2. // На службе Отечеству.- 2002.- № 8. О И. И. Затевахине, организаторе воздушно-десантных войск, уроженце Ефремовского уезда.
- Поэт и революционер: К 130-летию со дня рождения С. А. Басова-Верхоянцева / В. И. Боть // Тула вечерняя.- 1999.- 14 сент.- С.6. Уроженец Тульской губернии.
- «Ревностен к службе, проворен и неустрашим»: К 240-летию со дня рождения Ивана Дорохова (1762—1815) / В. И. Боть // Тула.- 2002.- 27 апр.- С.5.
- Тула, танки и танкисты / В. И. Боть // Тула вечерняя.- 2000.- 9 сент.- С. 3.

## Награды и звания
- Заслуженный работник культуры РСФСР (1984)
- Почётная грамота Президиума Верховного Совета РСФСР (1981, за создание мемориального комплекса «Куликово поле»)
- премия «За большой вклад в культурное и нравственное возрождение Тулы» (1994)
- Почётный гражданин города Тулы (1997)
- четыре медали[4].

## Семья и личная жизнь
Не женат. Увлекается рисованием, сочинением стихов. Выпустил сборники стихов «Вахта памяти», «Наша Россия» (2009). Любимый поэт: Владимир Маяковский. Любимый фильм: «Семнадцать мгновений весны». «Человек-энциклопедия» В. И. Боть и в свой девятый десяток лет каждый свой день начинает с книги.

## Оценки и мнения
В. И. Боть:

Краеведение — понятие широкое. Это изучение и истории, и археологии, и природы, и литературы, и культуры родного края. Недаром в 20‑е годы XX века говорили: «Краеведение — это жизневедение».

Одним самых интересных моментов в своей жизни считает знакомство с сыновьями командира крейсера «Варяг» адмирала В. Ф. Руднева:

Я встречался со старшим сыном адмирала Николаем Всеволодовичем (1890 г. р.). В эмиграции он жил в Югославии и Франции, с 1946 года — в Ульяновске. Мы выхлопотали для него квартиру в Туле, и с 1958 по 1963 год Руднев жил в нашем городе. А через несколько лет я встречался и с младшим сыном — Пантелеймоном, театральным художником, жившим во Франции. В Советский Союз он приезжал в 1969 году как турист. Я встречал его на вокзале, потом возил по городу. Он долго стоял у памятника Рудневу, смотрел на него, фотографировался… Потом мы поехали в Савино, на могилу Руднева. А затем — в Мышинки, там находится имение, где прошло детство Пантелеймона Руднева.
«Вы, наверное, ошиблись местом, — сказал взволнованный Пантелеймон Всеволодович. — Здесь не было таких огромных деревьев». «Так вы 50 лет не были в России!», — рассмеялся я. «Вот за этим поворотом должен показаться пруд. Если его нет, значит, не то место!», — не унимался Руднев. Заворачиваем — и вот он пруд. Тогда на глазах Руднева‑младшего показались слезы… В дорогу мы накупили ему тульских пряников. Помню, они ему очень понравились.

### Видео
- Вячеслав Иванович Боть вспоминает военные школьные годы. ГУК ТО «Объединение»Историко-краеведческий и художественный музей» (27 марта 2014). Дата обращения: 30 марта 2014.